# Кис, Уэлдон
Уэлдон Кис (англ. Harry Weldon Kees, 24 февраля 1914, Биатрис, Небраска — пропал без вести 18 июля 1955, округ Марин, Калифорния) — американский поэт, драматург, литературный критик, джазовый пианист и режиссёр.

## Биография
Уэлдон Кис родился в семье учительницы и фабриканта. Окончил школу в 1931 году. Поступил сначала в Миссурийский университет, а затем перевёлся в Университет Небраски-Линкольна, где его наставником был основатель и первый редактор литературного журнала «Prairie Schooner», филолог Лоури Чарльз Уимберли. К моменту окончания учёбы в университете в 1935 году, Кис активно публиковался не только в «Prairie Schooner», но и в таких известных литературных изданиях, как «Horizon» и «Rocky Mountain Review». В 1937 году перебрался в Денвер, где изучал библиотековедение в Денверском университете и работал библиотекарем в Публичной библиотеке Денвера. В начале 1941 года Кис подписал контракт с издательством Альфреда Кнопфа на написание романа «Fall Quarter», «чёрной комедии» о молодом профессоре, столкнувшемся с чопорностью провинциального университета. Роман был отвергнут издателем, поскольку совпал с нападением на Перл-Харбор, а после объявления войны вектор издательского интереса сменился в сторону военной тематики. Кис посвящает себя поэзии. Переехав в Нью-Йорк, Кис работал литературным критиком и кинообозревателем в журнале «Time» и киножурнале «Paramount News».
Первый поэтический сборник Киса «The Last Man» вышел в 1943 году. С этого момента его стихи регулярно публикуются в «The New Yorker», «Partisan Review» и «Poetry». В 1947 году у Киса выходит второй поэтический сборник «The Fall of Magicians». С 1948 по 1950 Кис работал критиком для журнала «The Nation», сменив на этой должности Клемента Гринберга.
В 1948 году Кис и его жена провели лето в Провинстауне, а осенью того же года прошла первая персональная выставка работ Киса в галерее «Peridot Gallery» и групповая выставка в Музее Уитни. Несмотря на определённый интерес к работам Киса, картины практически не продавались.
После переезда в Сан-Франциско Кис работал в психиатрической клинике Лэнгли-Портер Калифорнийского университета. Кис и Грегори Бейтсон создавали учебные фильмы по невербальному общению. В 1951 году участвовал в создании кинофильма «The Adventures of Jimmy», снятого Джеймсом Бротоном. В январе 1955 года состоялась премьера «Poets Follies», где стриптизёрша читала стихи Сары Тисдейл.
С 18 июля 1955 года о судьбе Уэлдона Киса ничего не известно. 19 июля 1955 года патрульные обнаружили его автомобиль у северного въезда на мост Золотые Ворота в Сан-Франциско. Ключи были оставлены в замке зажигания, предсмертная записка или иные документы отсутствовали. Тело Уэлдона Киса так и не было найдено.

## Произведения
- Сборник стихов «The Last Man», 1943
- Сборник стихов «The Fall of Magicians», 1947
- Сборник стихов «Poems 1947—1954», 1954
- Сборник рассказов «The Ceremony and Other Stories» (опубликован в 1984 году)
- Роман «Fall Quarter», 1941 (опубликован в 1990 году)
- Пьеса «The Waiting Room», 1955